# Торезантрацит
ДХК «Торезантрацит». Включає 9 шахт, з них 4 – будуються, 5 – видобувають антрацит. Загальний фактичний видобуток 665 609  т (2003). 
Адреса: 86600, вул.Енгельса, 88, м. Чистякове, Донецької обл.

## Підприємства
- ДВАТ «Шахта «Прогрес»
- ДВАТ «Шахта ім. Л.І.Лутугіна»
- ДВАТ «Шахта ім. К.І.Кисельова»
- ДВАТ «Шахта № 3-біс»
- ДВАТ «Шахтоуправління «Волинське»
- ДП «Шахта «Донецька» (на стадії створення)
- ДП «Шахта «Лісова» (на стадії створення)
- ДП «Шахта «Об'єднана» (на стадії створення)
- ДП «Шахта «Східна» (на стадії створення).